# Сицилианская защита (фильм)
«Сицилианская защита» — советский художественный фильм, поставленный режиссёром Игорем Усовым на киностудии «Ленфильм» в 1980 году.
Премьера фильма в СССР состоялась в мае 1981 года.

## Сюжет
После аварии и погони за автофургоном «Кондитерские изделия» работниками милиции в нём была обнаружена уникальная люстра XVIII века. В результате экспертизы обнаруживается, что подвески на люстре изготовлены не из богемского хрусталя, а из фосфатного стекла (англ.), произведённого на стекольном заводе по заказу музея. ОБХСС начинает расследование о возможных злоупотреблениях, связанных с незаконным оборотом бронзы и богемского хрусталя. Неожиданно выясняется, что заказ музея на изготовление фосфатного стекла был завышен в 10 раз. Преступник, подменив фосфатным стеклом настоящие подвески на люстрах музея, хотел вывезти подлинный богемский хрусталь из СССР.
До самой развязки сюжета главный преступник остаётся неизвестен. Однако ясна его тактика, основанная на приёме «сицилианской защиты» — обороны путём нападения.

## В главных ролях
- Николай Волков-младший — Виктор Иванович Стрельцов, подполковник милиции, начальник третьего отдела ОБХСС
- Александр Самойлов — Андрей Николаевич Панов, старший лейтенант милиции, сотрудник ОБХСС
- Александр Абдулов — Евгений Борисович Волков, сотрудник музея, реставратор

## В ролях
- Надежда Павлова — Зина Лебедева, балерина
- Владлен Давыдов — Андрей Николаевич Панкратов, генерал милиции
- Татьяна Канаева — Галя, жена Андрея Панова, лейтенант милиции, сотрудница ГАИ
- Артём Иноземцев — Вячеслав Витальевич Ступин
- Юрий Башков — Владимир Филиппович Рязанов, капитан милиции, сотрудник ОБХСС
- Александр Пашутин — Звягинцев, майор милиции
- Валерий Кузин — Юрий Сергеевич Красиков, полковник милиции, из отдела внутренних расследований
- Татьяна Иванова — Людмила Васильевна Снегина, капитан милиции, эксперт
- Ирина Губанова — Янина Станиславовна Гронская, эксперт музея
- Валентин Никулин — Михаил Алексеевич Лебедев
- Людмила Шагалова — Анна Павловна Лебедева, сотрудница службы скорой помощи
- Павел Кадочников — Андриан Константинович, директор музея

## В эпизодах
- Елена Андерегг — сотрудница музея
- Вячеслав Васильев — Сергей Валерьянович, капитан милиции, эксперт-криминалист
- Александр Жданов — Володя Снегирёв, сотрудник стекольного завода
- Александр Момбели — директор стекольного завода
- Нина Тер-Осипян — Виолетта Сергеевна, начальница службы вызовов скорой помощи
- Владимир Труханов — Ипполит Фадеевич, сотрудник финчасти УВД
- Виктор Терехов — сотрудник таможни
- Вячеслав Гордеев — Слава, партнёр Зины Лебедевой
- Дмитрий Шулькин — капитан милиции

В фильме используются фрагменты балета Большого театра «Жизель» с участием солистов Надежды Павловой, Вячеслава Гордеева

## Съёмочная группа
- Авторы сценария — Павел Грахов, Юзеф Принцев
- Режиссёр-постановщик — Игорь Усов
- Оператор-постановщик — Владимир Иванов
- Художник-постановщик — Игорь Вускович
- Композитор — Ольга Петрова
- Звукооператор — Наталия Аванесова
- Режиссёр — Лидия Духницкая
- Оператор — В. Амосенко
- Монтаж — Татьяна Шапиро
- Художник по костюмам — Валентина Жук
- Грим — Л. Стамбирской
- Декоратор — Лариса Смелова
- Комбинированные съёмки:
  - Оператор — Георгий Сенотов
  - Художник — Н. Кривошеев
- Художник-фотограф — М. Лёля
- Ассистенты:
  - режиссёра — В. Ситник, Г. Товстых, Ю. Кравцов
  - оператора — В. Григорьев, Г. Мурашов
  - монтажёра — Раиса Лисова
- Консультанты — Б. Т. Шумилин, В. И. Кокушкин.
- Редактор — М. Баскакова
- Постановка трюков — Дмитрия Шулькина
- Оркестр академического Малого театра оперы и балета и инструментальная группа «Мост»
  - Дирижёр — Аркадий Штейнлухт
- Административная группа — М. Вербицкая, Владимир Калиш, А. Чичерин
- Директор картины — Владимир Семенец